# Теракт в Вахе
Террористический акт в Вахе произошёл 21 августа 2008 года, целью атаки стала фабрика по производству боеприпасов в городе Вахе.

## Ход атаки
21 августа 2008 года террористы-смертники привели в действие нательные взрывные устройства находясь у ворот фабрики по производству боеприпасов, как раз в то время когда сотрудники предприятия шли на работу. В результате атаки погибло 70 человек, ещё около 80 получили ранения различной степени тяжести. Ответственность за теракт взяла на себя радикальная суннитская группировка Техрик Талибан-и-Пакистан.